# Aleksandar I., ruski car
Aleksandar I. Pavlovič (23. prosinca 1777. – 1. prosinca 1825. (?) ) je bio ruski car od 1801. godine, kralj Poljske od 1815. i veliki vojvoda Finske od 1809. godine.

## Obitelj i školovanje
Aleksandar je bio sin cara Pavla i Marije Fjodorovne princeze od Württemberga. Njegova baka je bila Katarina Velika tijekom čije vladavine se on bio rodio. Bez obzira na to što je imao još devetoro braće i sestara on je bio bakin miljenik što je kod njegovog oca stvorilo paranoidni strah da će biti izbačen iz reda nasljeđivanja krune. Tijekom školovanja učitelj mu je bio švicarski humanist Frederik Cesar koji ga odgaja u liberalnom duhu. Kao i većina mladića on u tinejdžerskoj dobi simpatizira francuske revolucionare i poljske borce za slobodu. Otac mu u vezi s takvim pogledima samo izjavljuje kako je sve to lijepo, ali se mora ostati pri zemlji. Aleksandar tako može voljeti čovječanstvo, ali se treba plašiti ljudi. Također on može simpatizirati s revolucionarima, ali mora voditi prije svega računa o interesima države. U skladu s tako dva potpuno različita principa školovanja budući car će biti vječito podijeljena osoba između želja i realnosti.

## Udar
Osnovni primjer takve realnosti postaje državni udar kojim će stupiti na vlast. Njegov otac Pavle zbog svoje politike nikad nije bio popularan među plemićima. Njegovo zahtijevanje moralnog ponašanja kao i povećanja prava seljaka njima je bilo nešto potpuno neprihvatljivo. Ako se tim nezadovoljnim plemićima dodaju i nezadovoljni časnici koji su dobili otkaze zbog ponašanja koje nije u skladu s njihovim činom, stvara se odmah mogućnost zavjere. Tu mogućnost odlučila je iskoristiti Velika Britanija kad je postalo očito da će joj trenutni car objaviti rat. Srce te zavjere postali su britanski general u ruskoj službi Levin August i Olga Zubov preko koje je navodno stigao novac. Prije samog državnog udara oni su o namjerama obavijestili Aleksandra i zatražili njegovo mišljenje. Pošto ih nije ni podržao niti prijavio, zavjerenici su odlučili realizirati ubojstvo Aleksandrova oca 23. ožujka 1801. godine. Toga dana zavjerenici su prodrli u carevu sobu i pokušali ga prisiliti na abdikaciju. Kako je on to odbio, udarili su ga mačem i potom ugušili. Po izvršenom djelu Nikola Zubov brat Olge je ušao u drugu sobu gdje se nalazio Aleksandar i obavijestili ga da je on od tog trenutka car. Sve zavjerenike kasnije će pomilovati novogi car s prilično neobičnom iznimkom Olge. Ona će pobjeći na britanski dvor gdje je bila ljubavnica tamošnjeg prijestolonasljednika i budućeg kralja Georga IV. kojemu će roditi istoimeno izvanbračno dijete.

## Ratovi
Prva mjera novog cara tada postaje zahvaljivanje Velikoj Britaniji na kruni zbog čega odmah u travnju 1801. zaključuje s njom mir. Do listopada ove godine u skladu s politikom Londona on ulazi u savez protiv Napoleona s Prusijom i Austrijom. Kratkotrajni mir koji će početi u Europi toga mjeseca ipak zaustavlja ulazak u rat Rusije protiv Francuske. Do novog rata se nije trebalo dugo čekati. On počinje u travnju 1805. godine kada Petrograd i London potpisuju sporazum o borbi za slobodu Nizozemske i Švicarske. Najveća bitka ove prve godine rata postaje ona kod Austerlitza gdje je rusku i austrijsku vojsku pred očima svojih careva potukao Napoleon. Taj poraz izbacuje Austriju iz rata dok se Aleksandar povlači u pokušaju da zaliječi rane svoje vojske. Sljedeću godinu Prusija doživljava katastrofalni vojni poraz bez ikakve mogućnosti da ju još uvijek razbijeni ruski saveznik spasi. Zadnje bitke ovoga rata postaju one u Istočnoj Prusiji 1807. godine kada je ruska vojska ponovno potučena. Nakon ovog poraza Aleksandar je zatražio i dobio mir.

## Ličnost
Aleksandar je bio barem u svojoj glavi glavni zagovornik modernizacije države. On se tijekom prvog djela vladavine divio reformama Napoleona iako ga je smatrao europskim gospodarom rata. U tim svojim željama za promjenom on daje mogućnost ministrima da izlažu prijedloge za poboljšanja života, ali .... Kada njegov glavni savjetnik Mihajlo Speranskij predlaže uvođenje parlamenta on prvotno govori kako je ideja dobra, ali još nije trenutak za to. 1810. godine Aleksandar će svojom odlukom u potpunosti ukinuti mogućnost ostvarivanja toga projekta. Potpuno slična kontradikcija ovoga cara postaje njegova želja da oslobodi seljake kmetstva. Isto kao i ostale želje ona se nije ostvarila. U svom tipičnom "humanističkom" žaru kako bi poboljšao život vojnika on im daruje zemlju. Jedini problem te ideje se sastojao u činjenici da je oni nisu htjeli. O stvarnoj ljubavi ovog cara prema reformama bolje od svega govore njegovi razgovori s ministrima. Tako je ministru pravosuđa Aleksandar izjavio:
"Vi uvijek želite mene učiti, ali ja sam Car i ja želim to i ništa drugo." 
Njegov ministar vanjskih poslova je o ideji slobode u Aleksandrovoj glavi izjavio:
"Sve moguće slobode u državi su da ljudi slobodno rade što on kaže"

## Kraj Napoleona
Prvobitno ostvareni dobri odnosi između dva cara nakon mira iz 1807. godine su se počeli iz mjeseca u mjesec kvariti. Točka bez povratka postaje odbijanje molbe Napoleona koji je htio oženiti sestru od Aleksandra. Službeni razlog za rat iz 1812. godine postaje namjera Francuske prisiliti Rusiju da počne ekonomsku blokadu Velike Britanije. Povodeći se politikom spaljene zemlje i "dok imamo vojsku imamo državu" Rusi su izbjegavali bitku dopuštajući Napoleonu sve dublji ulazak u zemlju. Sve do trenutka kada je francuska vojska ušla u Moskvu Aleksadar je molio za mir svoga protivnika. Kada je u rujnu 1812. godine Moskva pala i bila spaljena ruski car mijenja svoju politiku u onu totalne mržnje smatrajući Napoleona gotovo vragom kojega se mora uništiti. Bez obzira na veličinu kasnije ukupne pobjede gubici rusa 1812. godine samo u obrani domovine su dostigli brojku od 400 000 ljudi. Ta činjenica je onemogućila nastavak ruske protuofenzive i oni će tek uz pomoć Austrije i Prusije uspjeti potući Napoleona.

## Zadnjih deset godina
Mirno razdoblje Europe i Rusije u ostatku života ovog cara počinje Bečkim kongresom 1815. godine. Tamo dolazi do promjene političke karte svijeta dogovorom između velesila. Rusija tada dobiva veći dio Varšavskog vojvodstva koje dobiva status kraljevstva ujedinjenog s Rusijom. Također se tijekom tih pregovora potvrđuje osvajanje Finske iz 1809. godine i njen status velikog vojvodstva u sklopu carstva. Prvobitno na samom kongresu Aleksandar se protivio stvaranju Svete Alijanse koja bi trebala održavati mir u Europi. Ipak na kongresu u Ljubljani 1821. godine Rusija, Austrija i Prusija su se obvezale u zajedničkom gušenju svih revolucionarnih pokreta. Ovaj sporazum na kraju postaje jedini čije ideje vodilje se Aleksandar pridržava do kraja. Kada su pobunjeni Grci poslali delegaciju tražeći pomoć velesila u svom ratu za nezavisnost njegovi glasnici ih presreću na putu i vraćaju kući neobavljena posla.

## Smrt?
Po službenom stajalištu tadašnje ruske vlade car Aleksandar I. je iznenada umro 1. prosinca 1825. godine u svojoj 48 godine dok se nalazio u malenom gradiću na obali Azovskog mora. Mišljenje britanskog veleposlanika s druge strane je bilo da je Aleksandar počinio abdikaciju pošto ga je navodno vidio kako se ukrcava na brod kao običan mornar. Ta i mnoge druge priče o carevoj smrti su ubrzo stvorile mit kako on tada nije umro. Da bi se s takvim pričama napokon završilo sovjetski znanstvenici su u XX. stoljeću odlučili otvoriti njegov kovčeg. Na opće iznenađenje bio je prazan!! S tako potvrđenim sumnjama o nejasnim okolnostima njegove smrti povjesničari su krenuli u potragu tko bi mogao biti Aleksandar, ako on nije tada umro. Istragom se došlo do svećenika Fjodora Kuzmiča kojega su carevi Nikola I. i Aleksandar II. rado primali na svoj dvor.
| Prethodnik: | ruski car | Nasljednik: |
| Pavle       | ruski car | Konstantin  |